# 장로베르 아르강
장 로베르 아르강(프랑스어: Jean-Robert Argand [ʒɑ̃ ʁɔbɛʁ aʁɡɑ̃][*] 1768년 7월 18일 – 1822년 8월 13일)은 아마추어 수학자로 알려져있다. 1806년 파리에서 서점을 관리하는 동안 그는 아르간드 다이어그램(Argand diagram)으로 알려진 복소수의 기하학적 해석 아이디어를 발표했으며, 대수학의 기본 정리의 엄격한 증명중 하나를 제안것으로 유명하다.

## 같이 보기
- 오귀스탱 루이 코시